# Copa Presidente FFAS
La Copa Presidente FFAS es el torneo de copa de fútbol a nivel de clubes más importante de Samoa Americana y es organizado por la Federación de Fútbol de Samoa Americana.

## Historia
El torneo se jugó por primera vez en el año 2010 y se juega bajo un sistema de eliminación directa, en el cual pueden participar todos los clubes interesados al ser un torneo abierto.
El torneo fue creado con el fin de promover el fútbol en Samoa Americana bajo un formato de competencia diferente y para darle más actividad a los futbolistas.

## Palmarés
| Temporada | Campeón         | Resultado    | Finalista      |
| --------- | --------------- | ------------ | -------------- |
| 2010      | Vailoatai Youth | 3 - 2        | Lion Heart FC  |
| 2011      | No disputada    | No disputada | No disputada   |
| 2012      | Taputimu Youth  | 1 - 0        | Lion Heart FC  |
| 2013      | FC SKBC         | 3 - 2        | Taputimu Youth |
| 2014      | Utulei Youth    | 2 - 1        | Lion Heart FC  |

## Títulos por club
| Club            | Títulos | Años campeón |
| --------------- | ------- | ------------ |
| Vailoatai Youth | 1       | 2010         |
| Taputimu Youth  | 1       | 2012         |
| FC SKBC         | 1       | 2013         |
| Utulei Youth    | 1       | 2014         |